# Škoda-Werk Mladá Boleslav

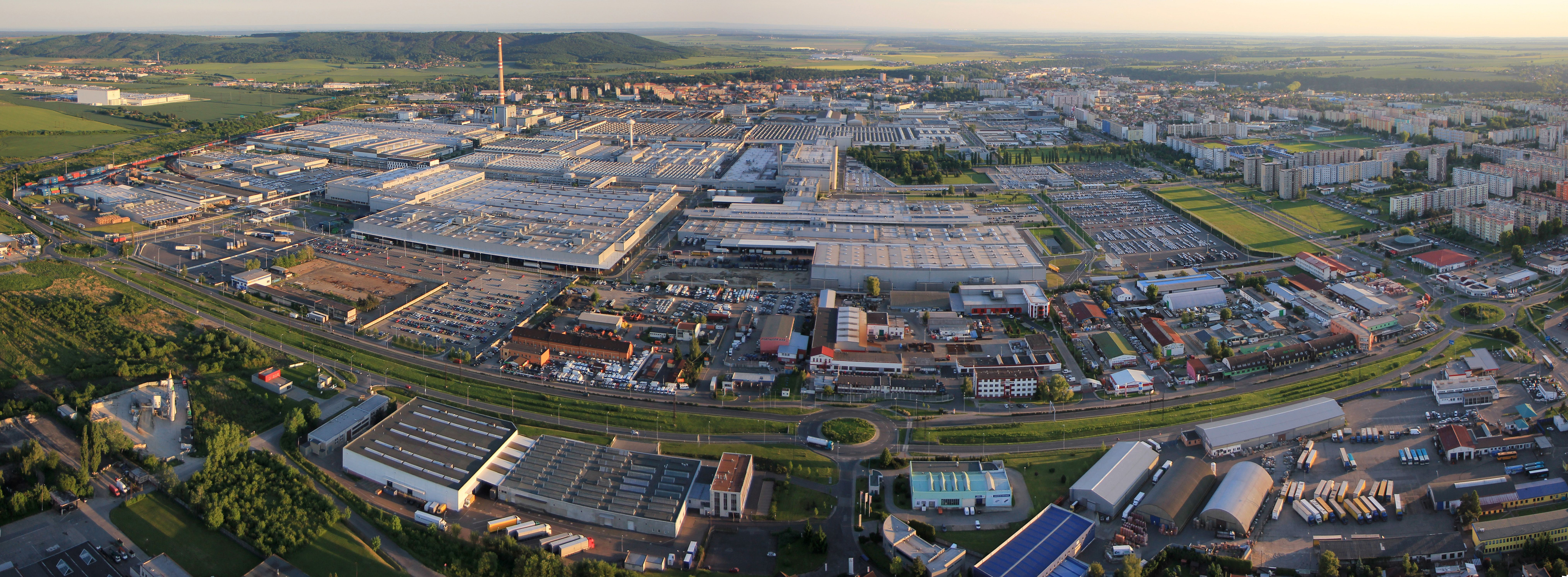
Luftbild des Werks

Das Škoda-Werk Mladá Boleslav ist das Stammwerk des tschechischen Automobilherstellers Škoda Auto in Mladá Boleslav und im angrenzenden Ort Kosmonosy. In diesem Werk werden traditionell Fahrzeuge mit den höchsten Stückzahlen produziert. Mit 19.560 Mitarbeitern im Jahr 2013 ist es das größte Werk dieses Automobilherstellers; es nimmt einen Großteil des Stadtgebiets in Anspruch, geht darüber sogar hinaus und ist Hauptarbeitgeber in der Region. Am Stammwerk befindet sich auch die zentrale Verwaltung. Bei der privaten Hochschule Škoda Auto Vysoká škola in Mladá Boleslav befindet sich das Entwicklungs- und Designbüro des Herstellers. Außerhalb des Stadtgebiets im Bezirk Mladá Boleslav expandiert das Werk in einem neuen Industriegebiet der Gemeinde Plazy, da in der Stadt keine Flächen mehr verfügbar sind.
Im Werk werden seit deren Einführung die Škoda-Modelle Škoda Fabia (1999), Škoda Octavia (1996) und Škoda Rapid (2012) sowie im Auftrag der Seat Toledo (2012) produziert. Vorher wurden dort die Modelle 440/Octavia (1955/1959), 1000 MB/1100 MB (1964), 100/110 (1969), 742 (1976), Favorit (1987), Felicia (1994) produziert. Modelle mit speziellen Karosserieformen (Coupe, Cabriolet, SUV) und kleineren Stückzahlen (Škoda Superb) laufen traditionell in Kvasiny vom Band, das kleinere Werk Vrchlabí produziert seit 2012 nur noch Getriebe.
In Mladá Boleslav werden Dreizylindermotoren und Getriebe für den Volkswagen-Konzern entwickelt und gebaut. Eine Gießerei ermöglicht die eigenständige Produktion von Fahrzeugkomponenten.

## Geschichte
Im Jahr 1895 nahmen Václav Laurin und Václav Klement die Produktion von Fahrrädern in diesem Werk auf. Vier Jahre später begann die Produktion von Motorrädern. 1905 wurde mit dem Voiturette A das erste Automobil produziert. 1925 wurden die beiden Unternehmen Laurin & Klement sowie die Škoda-Werke Pilsen fusioniert. Damit ging das Werk in den Besitz von Škoda über, anschließend wurden hier neben Pkw-Modellen auch Lkw, Busse, Landmaschinen und Flugzeugmotoren produziert.
Am 9. Mai 1945 griffen unbekannte Bomber die Werkshalle in Mladá Boleslav an. Dabei wurden die Karosseriewerkstätten, das Physik- und Chemielabor und das Konstruktionsbüro mit allen alten archivierten Plänen zerstört. Im letzten Produktionsjahr des Tatra 600 wurde die Produktion nach Mladá Boleslav verlegt, um die Kapazitäten im mährischen Tatra-Werk effizienter für die Lkw-Produktion ausnutzen zu können.
In den frühen 1960er Jahren wurde für den neuen Škoda 1000 MB ein neues, automatisiertes Werk erbaut, in dem Getriebe und die Vierzylindermotoren zusammengebaut wurden. Im August 1969 zerstörte ein Brand große Teile des Werks. Für den Škoda Octavia I wurde eine neue Halle mit Produktionsband erbaut. Im Rahmen der Neueinführungen der Fahrzeuge Rapid und dem gleichen Fahrzeug mit dem Namen Toledo unter der Marke Seat wurde 2012 eine neue Produktionshalle fertiggestellt. Im Jahr 2014 wurde in Mladá Boleslav die Produktion von bisher insgesamt 11 Millionen Fahrzeugen gefeiert.

## Škoda Muzeum
In einer ehemaligen Werkhalle, die teilweise erweitert wurde, befindet sich das Škoda Muzeum, das die Geschichte des Automobilherstellers darstellt.

## Liste der Produkte

### Autos
- Fabia / Combi
- Karoq
- Scala
- Kamiq
- Octavia / Combi
- Enyaq /Coupé
- Elroq

### Teile
- Motoren
- Getriebe

### Komponenten
- Gießerei
- Fahrwerkkomponente
- Batteriesystem[4]